# Dimie Cat
Dimie Cat est une chanteuse française et auteur-compositrice de jazz et d'electro swing.

## Biographie
Son nom de scène vient du nom de jeune-fille de sa grand-mère paternelle, d'origine bulgare : Dimitroff-Apostoloff.

## Parcours

### Débuts
En 2007, elle fait la rencontre du compositeur-réalisateur Franck Rougier, qui s'avère déterminante : ensemble, ils écrivent les deux premiers albums de Dimie Cat : Pin Me Up et ZigZag, tous deux parus sur le label Dream'up.

### Pin Me Up(2009)
Le 22 juillet 2009, elle sort Pin Me Up, album-hommage à l'époque swing et aux pin ups et vamps hollywoodiennes des années 1940 et 50, dont elle se réapproprie les codes. Celui-ci connaît un succès d'estime avec le single Post-it, joué sur les ondes du réseau France Bleu national, et Glam, dans sa version electro swing, présenté sur de nombreuses compilations du genre.

### ZigZag(2012)
Le 1er novembre 2012, sort en téléchargement légal ZigZag, un album de douze titres originaux dont le premier single s'intitule Ping Pong. Le 12 février 2013 sort le nouveau clip viral du titre La voiture, qui invite à imaginer la suite du film Quand Harry rencontre Sally.
Dimie Cat voit dans le cinéma une grande source d'inspiration et on notera également l'hommage rendu au réalisateur Woody Allen dans le titre Woody Woody, à travers son film Le Sortilège du scorpion de jade.
Un album qui oscille entre sonorités Dixieland et electro swing renforcées, à l'image des titres Pasta e Basta, V.E.S.P.A ou encore AAA (triple A).
L'album ZigZag s'exporte au Japon et en Corée du Sud grâce au label Rambling Records qui le distribue sur ces territoires.

### Once Upon A Dream(2014)
Le 23 avril 2014 marque la sortie de Once Upon A Dream, un album de reprises de thèmes de Disney façon electro swing, à destination du marché asiatique. Cet album, commandé par le label japonais Rambling Records, confirme la présence de Dimie Cat sur ce territoire et se classe en troisième position du Chart iTunes Jazz japonais dès sa sortie.

## Discographie

### Albums Solo
- 2009 : Pin Me Up (Dream'up)
- 2012 : ZigZag (Dream'up)
- 2014 : Once Upon A Dream (Rambling Records)

### Singles
- 2009 : Post-it (Dream'up)
- 2010 : Glam (electro-swing remix) (Dream'up)
- 2010 : Christmas Tea (Dream'up)
- 2012 : Ping Pong (Dream'up)
- 2013 : La voiture (Dream'up)
- 2013 : AAA (Triple A) (Dream'up)
- 2013 : Le poulpe (Dream'up)
- 2013 : Montagne russe (Dream'up)

### EP
- 2013 : AAA (Triple A) remixes (Pashmount Music)

### Compilations
- 2010 : Jazz Lounge Christmas (Christmas Tea) (Peacelounge Recordings)
- 2011 : The Electro Swing Revolution (Glam (electro-swing remix)) (Lola's World Records)
- 2011 : The Best of Electro Swing (Glam (electro-swing remix)) (Rambling Records)
- 2011 : Electro Swing Bistro (Glam (electro-swing remix)) (High Note Records)
- 2012 : Tokyo Girls Collection (Glam (electro-swing remix)) (Rambling Records)
- 2012 : Burlesque (Queen of your Dreams) (Rambling Records)
- 2012 : Betty Boop presents Electro Swing (Glam (electro-swing remix)) (Edel)
- 2013 : French Modern Girl Vol. 1 (Post-it) (Rambling Records)
- 2013 : French Modern Girl Vol. 2 (La voiture, Agates des Lego) (Rambling Records)
- 2013 : Electro Swing Club Vol. 1 (AAA (Triple A)) (Pashmount Music)
- 2013 : Electro Swing Vol. 6 (Ping Pong, Bart&Baker remix) (Wagram)
- 2013 : Tom & Jerry: Tom (Swinging Cartoon) (Pasta e Basta, Agates des Lego) (Rambling Records)
- 2013 : Tom & Jerry: Jerry (Dancing Cartoon) (La voiture, AAA (Triple A)) (Rambling Records)
- 2013 : N°1 Swing Cats (Glam (electro-swing remix)) (Rambling Records)
- 2014 : Secret Lounge (Pin Me Up) (Rambling Records)
- 2014 : Electro Swing Fever Vol. 3 (Ping Pong, Bart&Baker remix, Woody Woody, AAA (Triple A)) (Wagram)
- 2014 : Swing Spring (Agates des Lego, V.E.S.P.A.) (Rambling Records)
- 2014 : Electro Swing Vol. 7 (Everybody Wants To Be A Cat, Supermarket Bart&Baker feat. Dimie Cat & Hailey Tuck) (Wagram)

### Synchronisations
Le titre Ping Pong issu de l'album ZigZag est utilisé pour la campagne publicitaire TV de la marque Aperol, diffusée en Allemagne, Autriche et Belgique.

### Featurings
- 2010 : Paris Rome - A Lounge Selection, Franck 6mondini Rougier (Zest for Life feat. Dimie Cat) (Dream'up)
- 2014 : Supermarket (Supermarket Bart&Baker feat. Dimie Cat & Hailey Tuck) (Wagram)